# Henry de Lumley
Henry de Lumley, né le 14 août 1934 à Marseille, est un préhistorien et paléoanthropologue français. Sa carrière est jalonnée de découvertes majeures, notamment celles de l'Homme de Tautavel (Pyrénées-Orientales), du site de Terra Amata (Alpes-Maritimes), et de travaux notables, notamment à la grotte du Lazaret (Alpes-Maritimes), à la grotte du Vallonnet (Alpes-Maritimes), à l'Homme de Yunxian (Chine). Il a écrit de nombreux ouvrages de vulgarisation.

## Jeunesse et formation
Henry de Lumley-Woodyear est né à Marseille et a fait ses études au collège du Sacré-Cœur. Il obtient une licence de sciences naturelles en 1955, un diplôme d'études supérieures de sciences naturelles en 1956 et un doctorat en sciences naturelles en 1965.
Il épouse Marie-Antoinette de Reyher, également préhistorienne et paléoanthropologue, avec laquelle il mènera de nombreux travaux de recherche conjoints.

## Carrière
De 1955 à 1980, Henry de Lumley est chargé puis directeur de recherche au CNRS à Marseille. Il forme une équipe de recherche à l'université de Provence Aix-Marseille I consacrée à l'étude du Quaternaire et des Hominina fossiles.
En 1980, il devient professeur au Muséum national d'histoire naturelle de Paris, où il met en place le premier enseignement de deuxième et troisième cycle du Muséum, avec en 1981 le DEA, suivi en 1984 par le doctorat. Il est nommé directeur du laboratoire de préhistoire du Muséum. De 1994 à 1999, il est directeur du Muséum national d'histoire naturelle de Paris.
De 1980 à 2019, il est directeur de l'Institut de paléontologie humaine (IPH) de Paris (Fondation Albert Ier, Prince de Monaco). Il était en 2021 président du conseil d'administration de l'IPH.

## Travaux
Henry de Lumley a dirigé de nombreuses fouilles archéologiques, comme à la caune de l'Arago, à la baume Bonne, à Quinson, etc. Il succède en 1962 au préhistorien Ernest Octobon dans la direction des fouilles de la grotte du Lazaret, à Nice, et entame la même année l'étude de la grotte du Vallonnet (à Roquebrune-Cap-Martin, Alpes-Maritimes). Il dirige en 1965 le chantier d'archéologie préventive de Terra Amata, à Nice, en collaboration avec Ernest Octobon.
Il participe à l'étude des gravures rupestres de la vallée des Merveilles (massif du Mercantour-Argentera, dans les Alpes-Maritimes).
Il a poursuivi son activité de recherche après sa retraite et a participé à des projets internationaux de fouilles en Géorgie, en Chine et en Éthiopie. Un de ses projets a été la reprise de l'étude du site de Kada Gona, en Éthiopie, qui a livré une industrie lithique oldowayenne parmi les plus anciennes d'Afrique (2,56 millions d'années).

## Muséographie
Henry de Lumley a participé à la mise en place de plusieurs musées de préhistoire en France : à Terra Amata, à Tautavel, à Menton, à Tende, à Quinson, à Vallon-Pont-d'Arc.
Il a contribué au renouvellement de la muséographie de la section de préhistoire du musée de l'Homme à Paris.
Il a aussi contribué à la construction d'un musée de l'évolution humaine à Addis-Abeba, en Éthiopie.

## Organismes et associations
Henry de Lumley est membre de l'Institut de France (correspondant de l'Académie des sciences et correspondant de l'Académie des inscriptions et belles-lettres en 1999) et de l'Académie des sciences d'outre-mer. Il est président de la fondation Teilhard de Chardin, un centre de documentation hébergé à la Bibliothèque centrale du Muséum national d'histoire naturelle depuis 1964, puis à l'Institut de paléontologie humaine depuis 2022, et reconnue d'utilité publique,.
Il est président du conseil scientifique du parc naturel régional du Verdon.

## Activité éditoriale
Henry de Lumley est rédacteur en chef du journal L'Anthropologie, revue scientifique française à comité de lecture, spécialisée en préhistoire et paléoanthropologie.

## Prix scientifiques
- lauréat de l'Académie de Marseille, prix Dassy, 1965 ;
- prix Nicolas Lahovary de l'Académie des sciences, 11 décembre 1972 ;
- prix Girard de l'Association française pour l'avancement des sciences, 1972 ;
- médaille d'argent du Centre national de la recherche scientifique, juin 1974 ;
- médaille d'argent de la ville de Nice, 13 septembre 1976 ;
- prix d'Aumale de l'Institut de France, sur proposition de l'Académie des inscriptions et belles-lettres, 5 juillet 1977 ;
- prix Lépine, ville de Nice, 21 janvier 1983 ;
- prix Jacques de Morgan-Vachon de l'Académie des sciences, lettres et beaux-arts de Marseille, 8 novembre 1984 ;
- prix scientifique Maurice Pérouse de la Fondation de France, 7 mars 1988.

## Décorations

### Françaises
- Grand officier de la Légion d'honneur (2010)[8] (commandeur en 2002[9], officier en 1995[10], chevalier en 1984).
- Grand-croix de l'ordre national du Mérite (2025)[11] (grand officier en 2006[12], commandeur en 1992, officier en 1973).
- Chevalier de l'ordre des Arts et des Lettres, décembre 1996.

### Étrangères
- Monaco : officier de l'ordre du Mérite culturel, novembre 1987 ;
- Monaco :  Officier de l'ordre de Saint-Charles, 18 novembre 1993 ;
- Monaco : commandeur de l'ordre du Mérite culturel (novembre 2011)[13].
- Monaco : commandeur de l'ordre de Saint-Charles, 18 novembre 2024[14].
- Japon : ordre du Soleil levant de troisième classe, 29 avril 1999 ;

## Publications
« Liste et liens vers les nombreuses publications d'Henry de Lumley, en ligne sur Persée », sur persee.fr
- [Escalon & Lumley 1957] Max Escalon de Fonton et Henry de Lumley, « Les industries à microlithes géométriques », Bulletin de la Société préhistorique française, vol. 54, nos 3-4,‎ 1957, p. 164-180 (lire en ligne [sur persee]).
- [Lumley et al. 1969] Henry de Lumley et al., « Le Paléolithique inférieur et moyen du Midi méditerranéen dans son cadre géologique », Gallia préhistoire, (5e supplément, 463 p.), t. 1 : « Ligurie - Provence »,‎ 1969 (lire en ligne [sur persee]).
- [Lumley et al. 1969] Henry de Lumley et al., « Une cabane acheuléenne dans la Grotte du Lazaret (Nice) », Mémoires de la Société préhistorique française, t. 7,‎ 1969, p. 1-234 (résumé).
- [Lumley et al. 1972] Henry de Lumley et al., La grotte moustérienne de l'Hortus (Valflaunès, Hérault), Université de Provence, coll. « Études Quaternaires » (no 1), 1972, 668 p. (présentation en ligne).
- [Lumley 1976] Henry de Lumley (dir.) (préf. Valéry Giscard d'Estaing), La Préhistoire française, t. 1 (2 vol.) : Les civilisations paléolithiques et mésolithiques de la France (publié à l'occasion du IXe Congrès UISPP (Union Internationale des Sciences Préhistoriques et Protohistoriques), Nice, 1976. t. 1 : Civilisations paléolithiques et mésolithiques de la France (dir. Henry de Lumley, préf. Valéry Giscard d'Estaing, 2 vol.) ; t. 2 : Civilisations néolithiques et protohistoriques de la France (dir. Jean Guilaine, 1 vol.)), Éditions du CNRS, 1976, 1521 p. (ISBN 2-222-01968-0).
- [Lumley 1976] Henry de Lumley (dir.), Jean Guilaine (éditeur scientifique) et al., La Préhistoire française, t. 2 : Les civilisations néolithiques et protohistoriques de la France (du IXe Congrès de l'U.I.S.P.P.), Éditions du CNRS, 1976.
- [Lumley 1984] Henry de Lumley, Art et Civilisations des Chasseurs de la Préhistoire 34000-8000 ans av. J.-C., édition du Muséum national d'histoire naturelle, 1984.
- [Lumley 1992] Henry de Lumley, Le Mont Bégo, vallées des merveilles et de Fontanalba, Imprimerie nationale, coll. « Guides archéologiques de la France », 1992, 168 p. (ISBN 9782858224357, résumé).
- [Lumley 1995] Henry de Lumley, Le grandiose et le sacré, Edisud, 1995.
- [Lumley 1998] Henry de Lumley, L'Homme premier. Préhistoire, évolution, culture, Paris, éd. Odile Jacob, coll. « Poches », 1998 (réimpr. 2009) (présentation en ligne).
- [Lumley 1999] Henry de Lumley, Trésors méconnus du musée de l'homme. Dans le secret des objets et des mondes, Paris, Éd. Le Cherche-midi, 1999.
- [Lumley 2004] Henry de Lumley, La Géorgie, berceau des Européens, Éd. Musée de la Préhistoire des Gorges du Verdon, 2004.
- [Lumley et al. 2004] Henry de Lumley, Anna Echassoux, Salvador Bailon, Dominique Cauche, Marie-Pierre de Marchi, Emmanuel Desclaux, Khalid El Guennouni, Samir Khatib, Frédéric Lacombat, T. Roger et Patricia Valensi, Le sol d'occupation acheuléen de l'unité archéostratigraphique UA 25 de la grotte du Lazaret, Nice, Alpes-Maritimes, Edisud, 2004 (résumé).
- [2004] Teilhard de Chardin en Chine : Correspondance inédite (1923-1940) (préf. Henry de Lumley) (Correspondance commentée et annotée par Amélie Vialet et Arnaud Hurel), Edisud, 2004.
- [Lumley 2005] Henry de Lumley, La grotte du Lazaret, un campement de chasseurs il y a 160 000 ans, Edisud, coll. « Archéologies », 2005, 79 p. (ISBN 2744905631, résumé).
- [Lumley 2006] Henry de Lumley, « Il y a 400 000 ans : le feu, un formidable facteur d'hominisation », Comptes-rendus Palevol, vol. 5, nos 1-2,‎ 2006, p. 149–154 (ISSN 1631-0683, résumé).
- [Lumley 2007] Henry de Lumley, La Grande Histoire des premiers hommes européens, Paris, éd. Odile Jacob, 2007.
- [Lumley & Tianyuan 2008] Henry de Lumley et Li Tianyuan, Le Site de l'Homme de Yunxian, Quyuanhekou, Quingqu, Yunxian, Province du Hubei, CNRS Éditions, 2008 (présentation en ligne).
- [Moyano et al. 2010] Isidro Toro Moyano, Henry de Lumley, Frédéric Lebegue, Pascal Barrier, Dom Cauche, Deborah roxanne Barsky, Vincenzo Celiberti, Sophie Grégoire, Marie-Hélène Moncel et Brahim Mestour, Les industries lithiques archaïques de Barranco Leon et de Fuente Nueva 3 : Orce, bassin de Guadix-Baza, Andalousie, CNRS Éditions, 2010 (résumé).
- [Lumley et al. 2011] Henry de Lumley et al., Les industries du Paléolithique ancien de la Corée du Sud dans leur contexte stratigraphique et paléoécologique : Leur place parmi les cultures du Paléolithique ancien en Eurasie et en Afrique, CNRS Éditions, 2011 (résumé).
- [Lumley 2011] Henry de Lumley, L'Atelier du Préhistorien, CNRS Éditions, 2011.
- [Lumley 2011] Henry de Lumley, La Montagne Sacrée du Bego, CNRS Éditions, 2011.
- [Lumley 2011] Henry de Lumley, Les premiers peuplements de la Côte d'Azur et de la Ligurie : 1 million d'années sur les rivages de la Méditerranée, t. 1 : Le Paléolithique, Melis Éditions, 2011 (présentation en ligne).
- [Lumley 2011] Henry de Lumley, Cent ans de préhistoire : L'Institut de Paléontologie Humaine, CNRS Éditions, 2011.
- [Lumley 2012] Henry de Lumley, L'Univers, la Vie, l'Homme : Émergence de la conscience, CNRS Éditions, 2012.
- [Lumley & Lumley 2014] Marie-Antoinette de Lumley et Henry de Lumley, Mémoires de préhistoriens. L'extraordinaire aventure de la Préhistoire. Les hommes, les outils, les cultures, Paris, éd. Odile Jacob, 2014, 240 p. (présentation en ligne).
- [Lumley 2014] Henry de Lumley et Henriette Chardak, Tahül et les pierres de foudre (fiction), éditions de l'Archipel, 2014 (résumé).

### Série Terra Amata
- [Lumley 2009] Henry de Lumley, Terra Amata. Nice, Alpes-Maritimes, France, t. 1 : Cadre géographique - Historique - Contexte géologique - Stratigraphie - Sédimentologie - Datation, CNRS Éditions, 2009, 488 p. (ISBN 2271069394 et 978-2271069399, résumé, présentation en ligne).
- [Lumley 2011] Henry de Lumley, Terra Amata. Nice, Alpes-Maritimes, France, t. 2 : Palynologie - Anthracologie - Faunes - Mollusques - Paléoenvironnements - Paléoanthropologie (table des matières), CNRS Éditions, 2011, 536 p. (ISBN 978-2-271-07191-0 et 978-2271071910, résumé, présentation en ligne).
- [Lumley 2013] Henry de Lumley, Terra Amata. Nice, Alpes-Maritimes, France, t. 3 : Individualisation des unités archéostratigraphiques et description des sols d'occupation acheuléens, CNRS Éditions, 2013, 477 p. (ISBN 978-2-271-07489-8, résumé).
- [Lumley 2014] Henry de Lumley, Terra Amata. Nice, Alpes-Maritimes, France, t. 4, fasc. 1 : Les industries acheuléennes. Étude de l'outillage. Planches de dessins et de photographies de l'industrie lithique, CNRS Éditions, 2014, 808 p. (ISBN 978-2-271-08084-4).
- [Lumley 2016] Henry de Lumley, Terra Amata. Nice, Alpes-Maritimes, France, t. 5 : Comportement et mode de vie des chasseurs acheuléens de Terra Amata, CNRS Éditions, 2016, 536 p. (ISBN 978-2-271-09072-0).

## Filmographie
- Méthodes modernes de fouilles archéologiques, 1967 ;
- Archéologie en laboratoire, 1969 ;
- Découverte de l'Homme de l'Arago, 1969 ;
- La Vallée des Merveilles, 1971 ;
- La grotte de l'Hortus, 1975 ;
- Histoire d'ancêtres, 1982 ;
- L'Homme de Tautavel, 20 ans de recherches, 1989.